# 6924 Fukui
6924 Fukui è un asteroide della fascia principale. Scoperto nel 1993, presenta un'orbita caratterizzata da un semiasse maggiore pari a 3,3907907 UA e da un'eccentricità di 0,0986179, inclinata di 12,20828° rispetto all'eclittica.